# Thera consobrinata
Thera consobrinata är en fjärilsart som beskrevs av Curtis 1824. Thera consobrinata ingår i släktet Thera och familjen mätare. Inga underarter finns listade i Catalogue of Life.